# Lakewood Cemetery

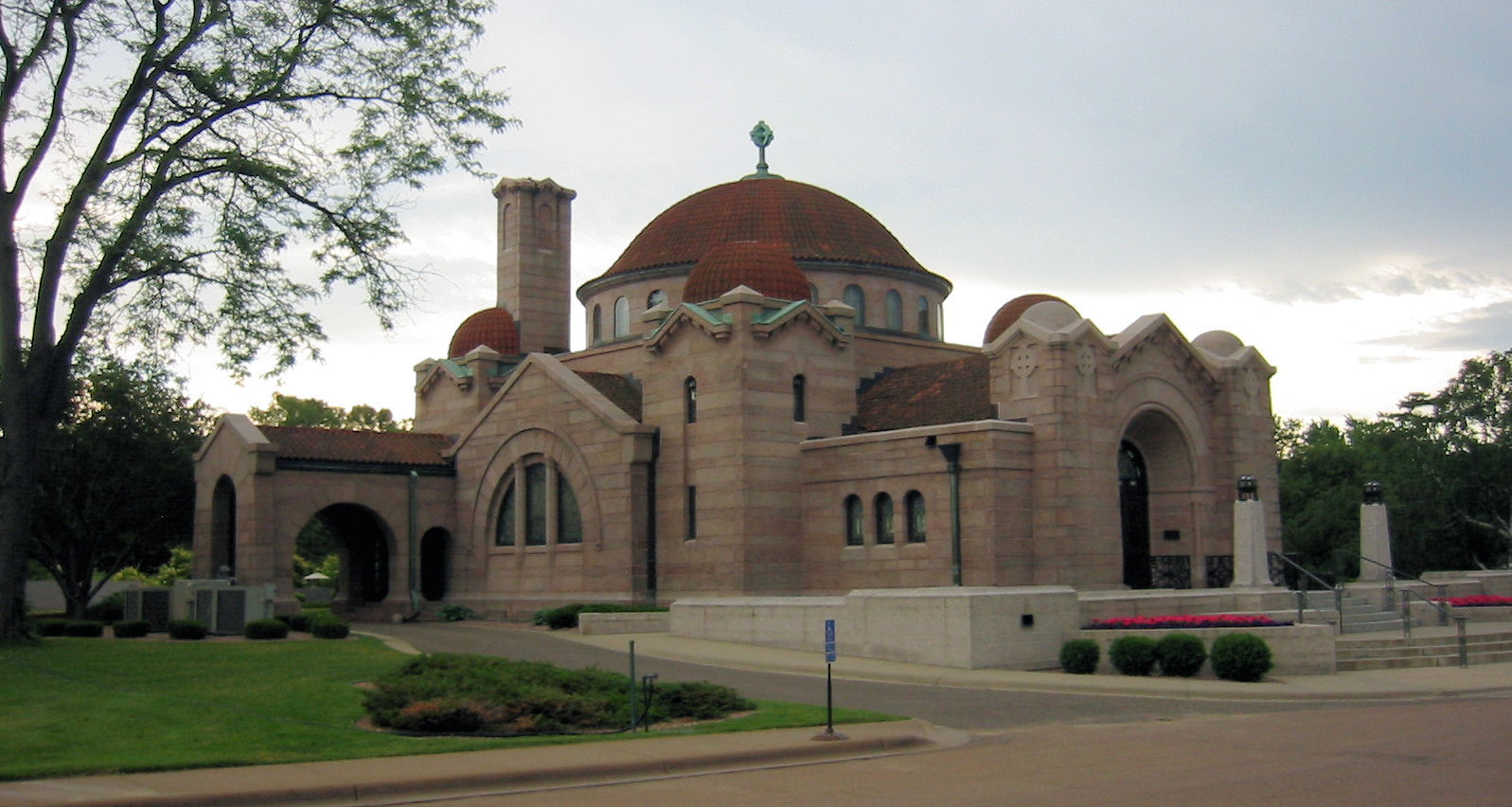
Friedhofskapelle des Lakewood Cemetery

Lakewood Cemetery ist ein rund einhundert Hektar großer Friedhof in Minneapolis, Minnesota. Er ist südwestlich des Stadtzentrums am Lake Calhoun und Lake Harriet gelegen und gilt als ein landschaftlich und architektonisch sehenswerter Friedhof. Verschiedene Persönlichkeiten der Zeitgeschichte sind auf dem Lakewood Cemetery begraben.
Auf Initiative von William S. King, einem lokalen Geschäftsmann und Zeitungsredakteur, bildete sich im August 1871 eine Gruppe von 15 Personen, welche die Lyndale Cemetery Association gründeten. Diese hatte das Ziel, einen ländlichen Friedhof für Minneapolis zu errichten, der dauerhaft frei von möglichen Eingriffen der Stadt sein würde. Für diesen suchten sie sich ein Gebiet zwischen dem Lake Calhoun und Harriet aus. Zur Finanzierung des über 20.000 Dollar teuren Grundstücks wurden insgesamt 250 Anteile zu 100 US-Dollar ausgegeben. Rund zwei Drittel dieser Beteiligungen gingen an die Mitglieder der Vereinigung selbst, der Rest wurde an Bürger der Stadt verkauft. Später benannte sich die Organisation in Lakewood Cemetery Association um und kaufte die Beteiligungen am Friedhof von den Gläubigern zurück. Im September 1872 wurde der Friedhof unter der Anwesenheit zahlreicher Einwohner von Minneapolis eröffnet. Die gemeinnützige Lakewood Cemetery Association ist bis heute für die Verwaltung des öffentlichen und konfessionslosen Friedhofs zuständig.   
Lakewood Cemetery wurde nach dem Vorbild der Friedhöfe des 19. Jahrhunderts in Frankreich gestaltet, wie zum Beispiel dem Père-Lachaise in Paris. Neben verschiedenen Denkmälern, Mausoleen und den weitläufigen Gartenanlagen gilt besonders die 1910 im Stil der byzantinischen Architektur erbaute Friedhofskapelle als Sehenswürdigkeit. Sie ist im Inneren mit einem kunstvollen Mosaik ausgestattet und wurde 1983 dem National Register of Historic Places hinzugefügt.

## Berühmte Personen, die auf dem Friedhof begraben sind
- Orville Freeman, Politiker und 29. Gouverneur von Minnesota
- Hubert H. Humphrey, Politiker und Vizepräsident der USA
- John S. Johnson, Radsportler
- Robert Koehler, deutschamerikanischer Maler
- Frank C. Mars, Erfinder des Schokoriegels Mars
- George Mikan, professioneller Basketballspieler
- Karl Mueller, Rockmusiker
- Floyd B. Olson, Politiker und 22. Gouverneur von Minnesota
- John Sargent Pillsbury, 8. Gouverneur und Mitgründer der Pillsbury Company
- Rudy Perpich, Politiker und 34. und 36. Gouverneur von Minnesota
- Elizabeth Mae Hirschy, Trickfilmzeichnerin